# Vlagstaartwitpluimbroekje
Het vlagstaartwitpluimbroekje (Ocreatus underwoodii) is een vogel uit de familie Trochilidae (Kolibries).

## Kenmerken
Deze vogel heeft verlengde staartpennen met kale veerschachten en blauwzwarte vlaggen. Hij heeft een iriserend groen verenkleed en een bruin "pluimbroekje". De lichaamslengte bedraagt 11 tot 15 cm en het gewicht 3 gram.

## Leefwijze
Ze halen hun voedsel (honing) uit bloemen. Daarbij hangen de vogels stil in de lucht en prikken dan met de snavel de kroonbuis aan om de honing te bereiken. Daarbij maken de vleugels een zoemend geluid. Beide geslachten foerageren langs vaste routes en houden door middel van roepen contact met elkaar.

## De balts
Tijdens de baltsvlucht, die nogal spectaculair oogt, trekt het mannetje de losse, witte of bruine "broekspijpjes" van pootveren op en slaat hij met de lange staartveren op en neer, dat zich aanhoort als een zweepslag.

## Temperatuurregulering
’s Nachts raken ze in een toestand van verstijving, waarbij hun lichaamstemperatuur nagenoeg gelijk wordt aan de omgevingstemperatuur. Dit is hun manier om energie te besparen. Ze zijn zo klein dat ze de hongerdood zouden sterven als hun lichaamstemperatuur ’s nachts op het normale peil zou blijven.

## Verspreiding
Het vlagstaartwitpluimbroekje komt als standvogel voor in het noordwesten van Zuid-Amerika in het Andesgebergte. De vogel is redelijk algemeen.
De soort telt vijf ondersoorten:
- O. u. polystictus: noordelijk Venezuela.
- O. u. discifer: noordoostelijk Colombia en noordwestelijk Venezuela.
- O. u. underwoodii: oostelijk Colombia.
- O. u. incommodus: westelijk en centraal Colombia.
- O. u. melanantherus: centraal en westelijk Ecuador.

Het Peruaans vlagstaartpluimbroekje (O. peruanus) uit oostelijk Ecuador en noordoostelijk Peru en het vlagstaartroestpluimbroekje (O. addae uit midden- en zuidelijk Peru en Bolivia) worden vaak ook als ondersoorten van deze soort gerekend.

## Status
De populatie is niet gekwantificeerd, maar stabiel. Om deze redenen staat het vlagstaartpluimbroekje als niet bedreigd op de Rode Lijst van de IUCN.

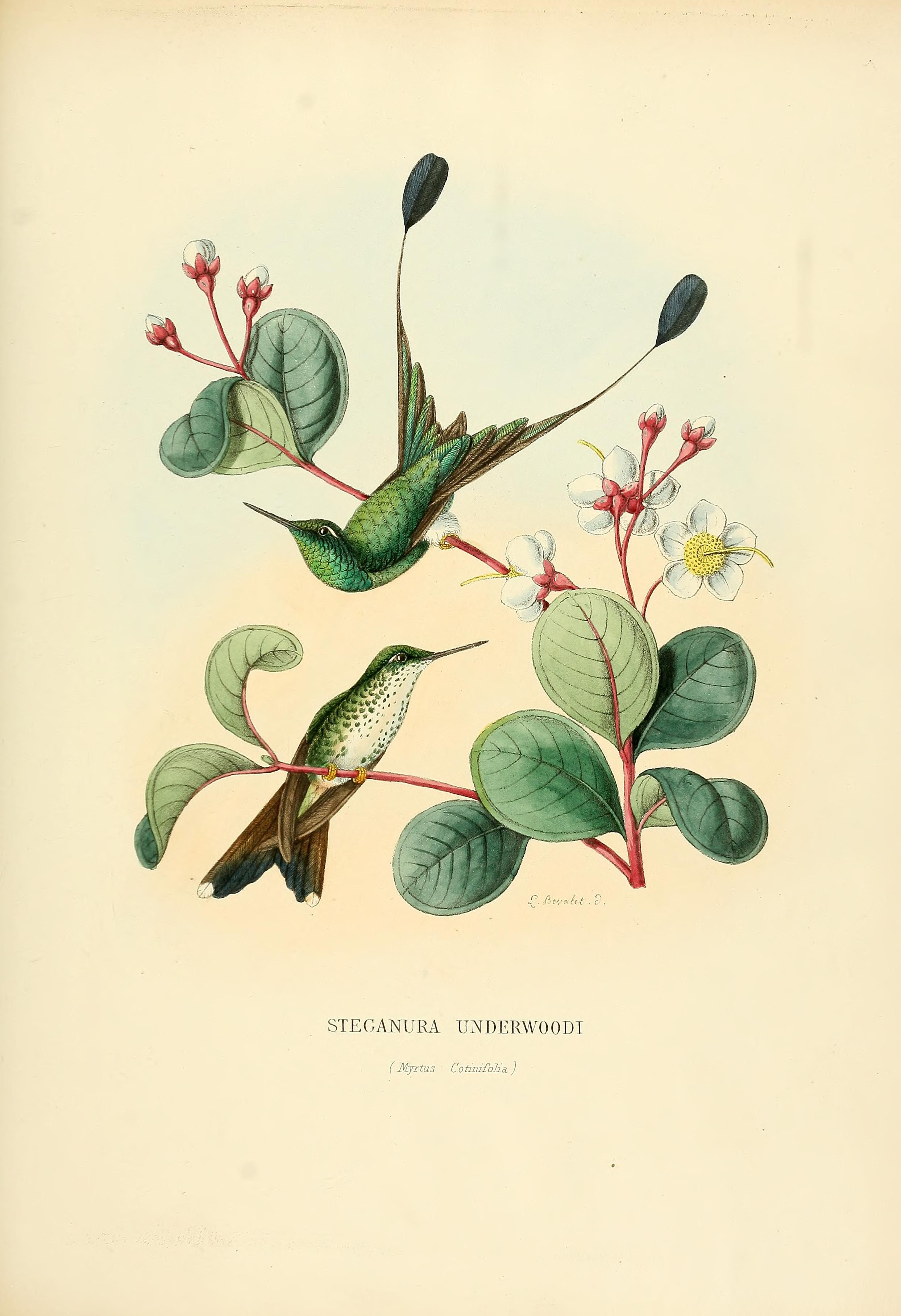
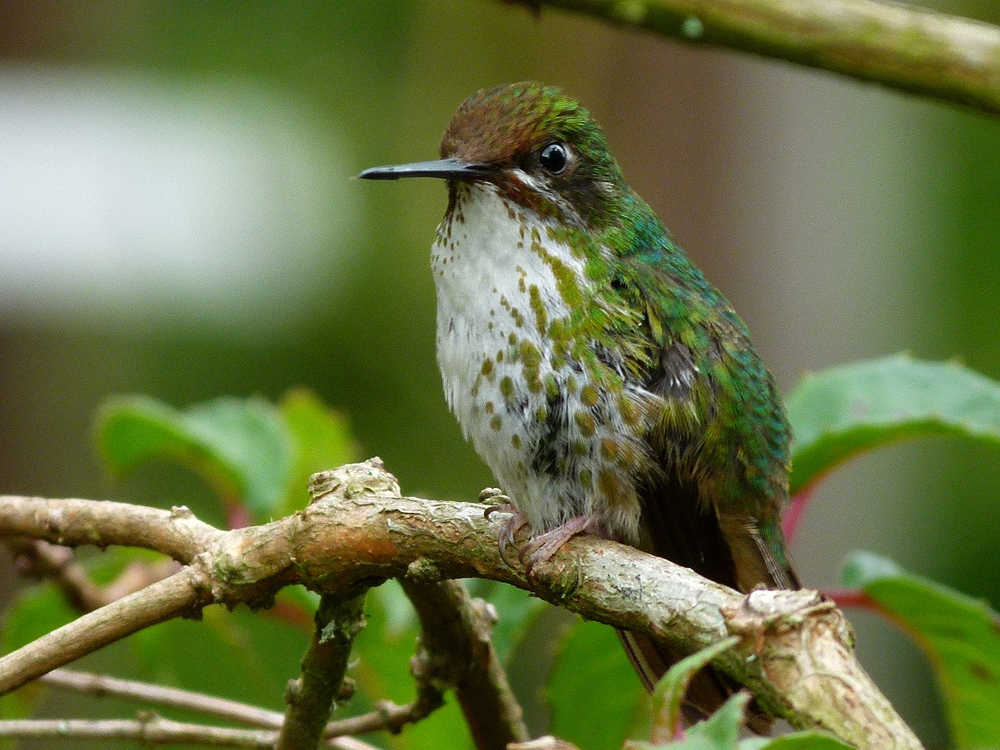
Vrouwtje
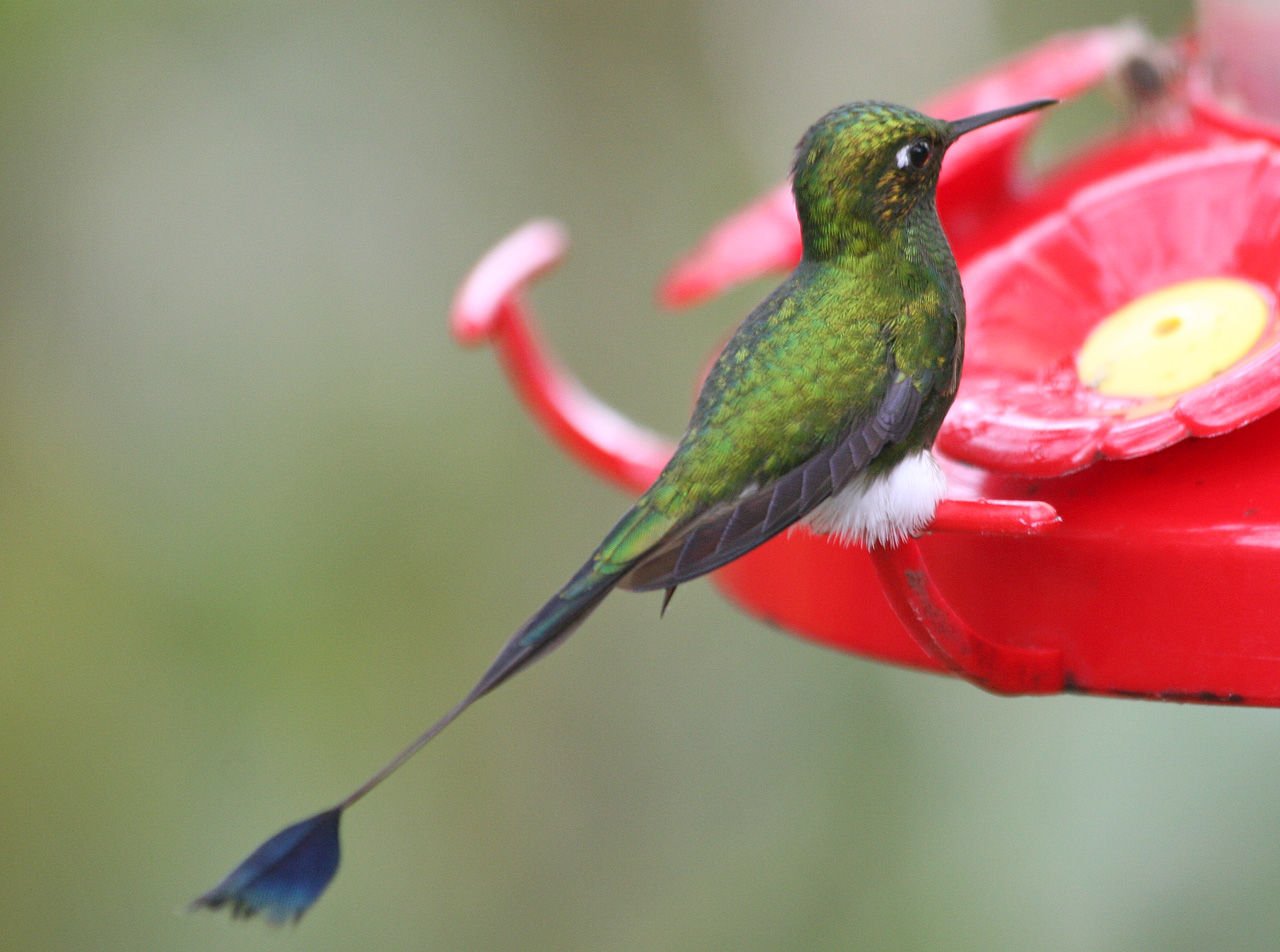
mannetje